# Țviteanka, Cervonoarmiisk
Țviteanka (în ucraineană Цвітянка) este un sat în comuna Kurne din raionul Cervonoarmiisk, regiunea Jîtomîr, Ucraina.

## Demografie
Componența lingvistică a localității Țviteanka
     Ucraineană (100%)
Conform recensământului din 2001, toată populația localității Țviteanka era vorbitoare de ucraineană (100%).